# نوزاد

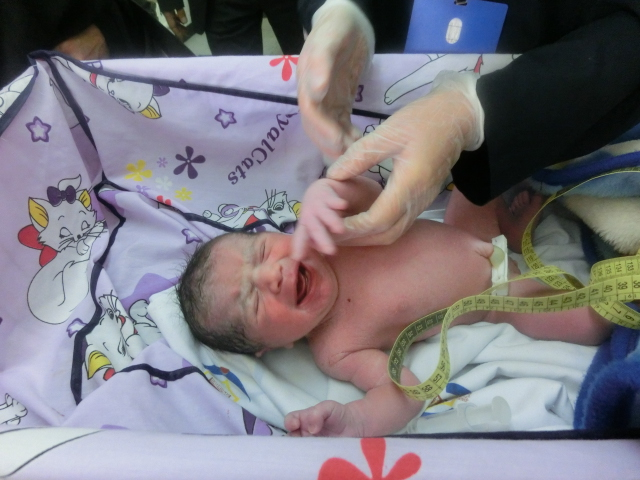
نوزاد با عمر ۳۰ دقیقه، پرستار در حال انجام اقدامات ضروری پس از زایمان.

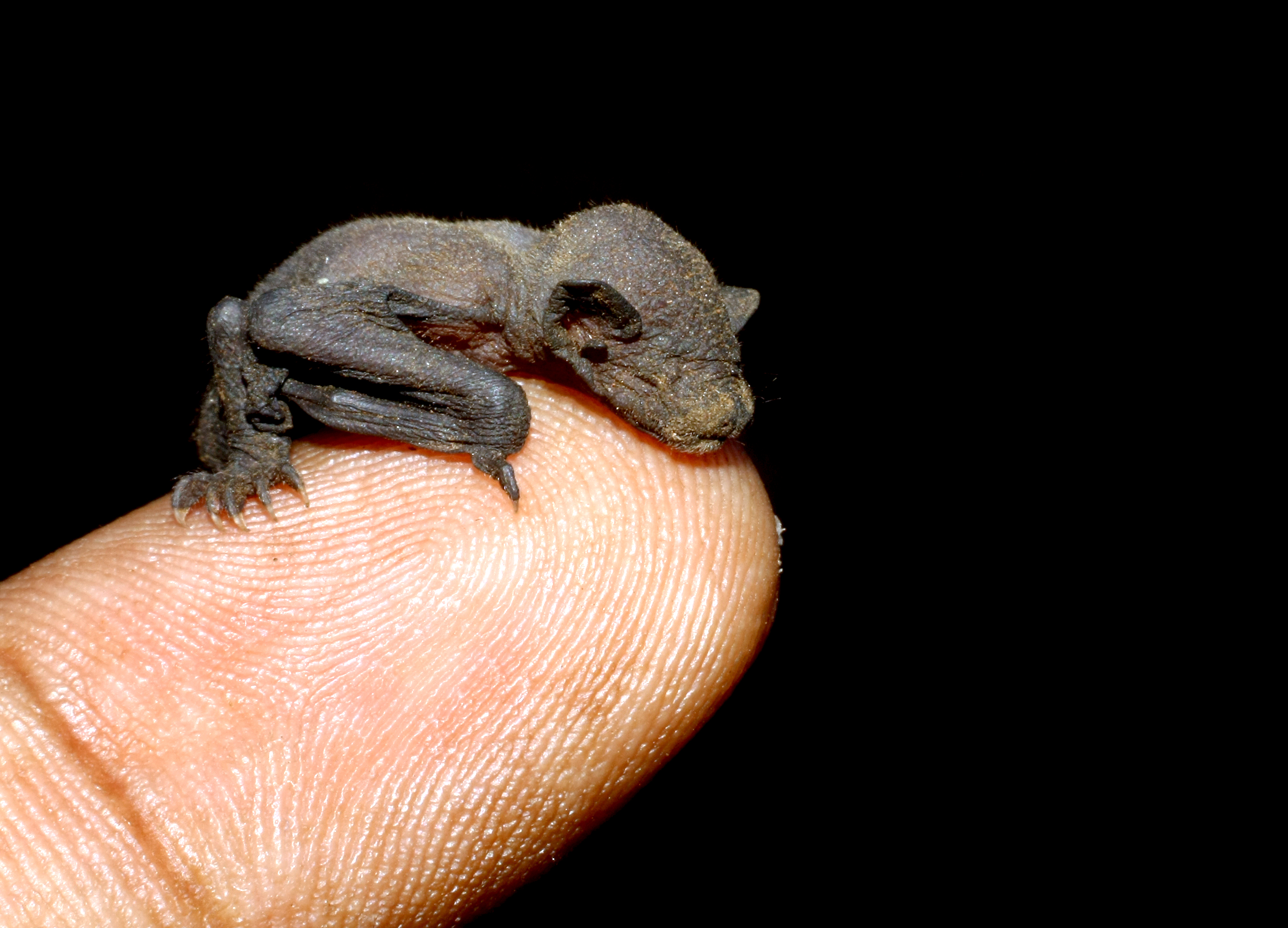
یک نوزاد خفاش میوه‌خوار پوزه‌کوتاه کوچک چسبیده به انگشت انسان.

نوزاد، فرزند تازه زاده‌شده انسانها و جانوران است.

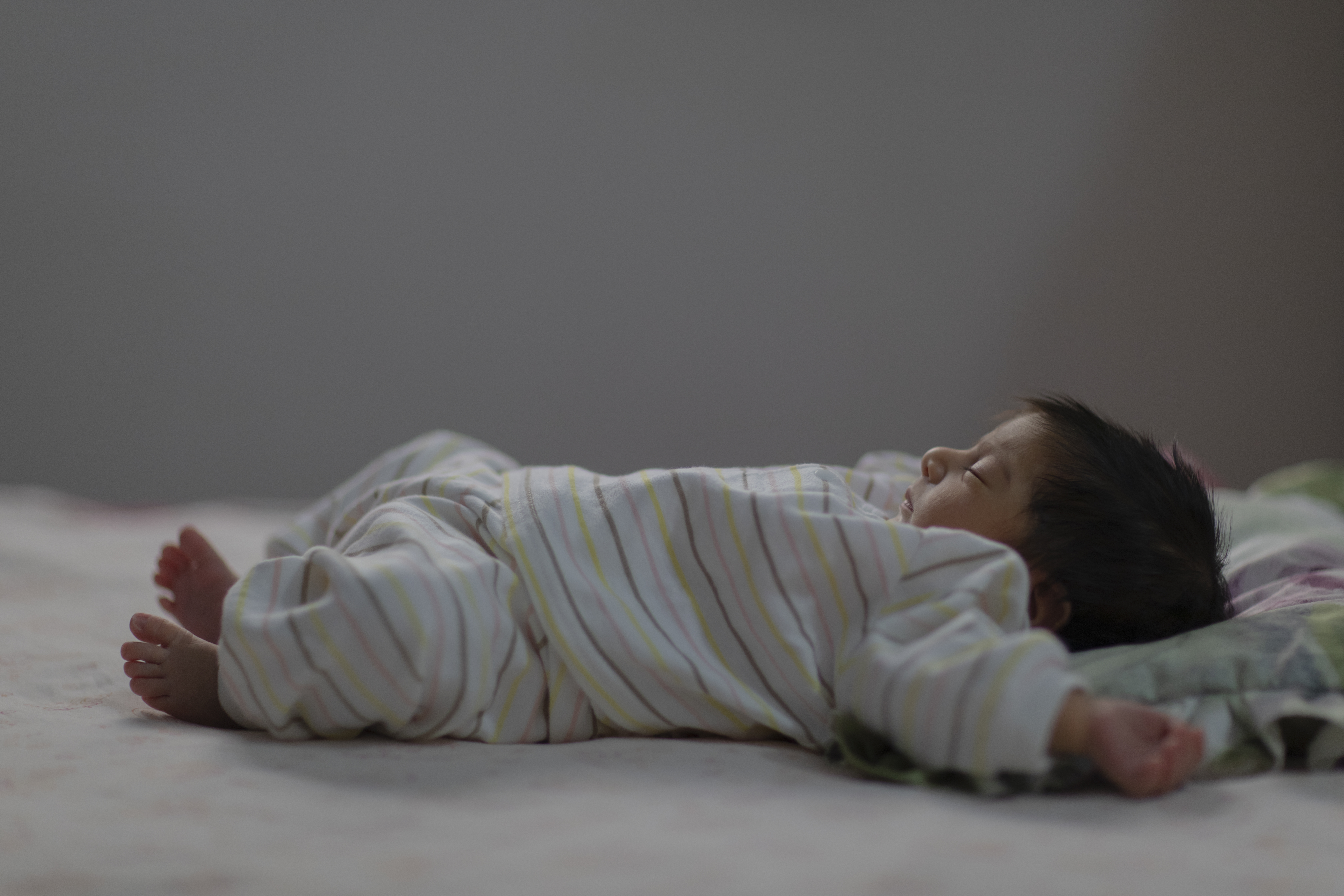
نوزاد چهار روزه

نوزاد به شیرخواری گفته می‌شود که در ۲۸ روز اول زندگی (از بدو تولد تا ۴ هفته پس از تولد، کمتر از یک‌ماهه) خود باشد. کلمه «نوزاد» شامل نوزاد زودرس، نوزادان دیررس (از ۱ هفتگی تا ۹ ماهگی) و نوزاد کامل تازه به دنیا آمده می‌شود. واژهٔ نوزاد از واژه‌های «نو» و «زاد» گرفته شده که «نو» به معنای جدید یا تازه و «زاد» به معنی زاده شده یا متولد شده می‌باشد.

## واژه
در لغتنامه دهخدا نوزاد اینطور تعریف شده: "کودک . [دَ] (ص) کوچک. صغیر. (فرهنگ فارسی معین). پهلوی، کوتک ۞  بمعنی صغیر. (از حاشیهٔ برهان چ معین). صورت دیگر آن کوچک است. (اِ) طفل و بچه خواه پسر باشد یا دختر. (ناظم الاطباء). فرزندی که به حد بلوغ نرسیده (پسر یا دختر). طفل. ج، کودکان. (فرهنگ فارسی معین). ولید. صبی. (ترجمان القرآن). طفل. بچه؛ ولید. صبی (پسر). صبیه (دختر)." در اصطلاح عام به نوزاد یا کودک نی‌نی نیز می‌گویند.
کلمهٔ انگلیسی آن، Infant از infans کلمه لاتین، به معنی «ناتوان به صحبت نمودن» یا «لال» مشتق شده‌است. این به‌طور معمول به کودکانی بین سنین ۱ تا ۱۲ ماه اعمال می‌شود؛ با این حال، تعاریف بین تولد و ۳ سالگی متفاوت است.

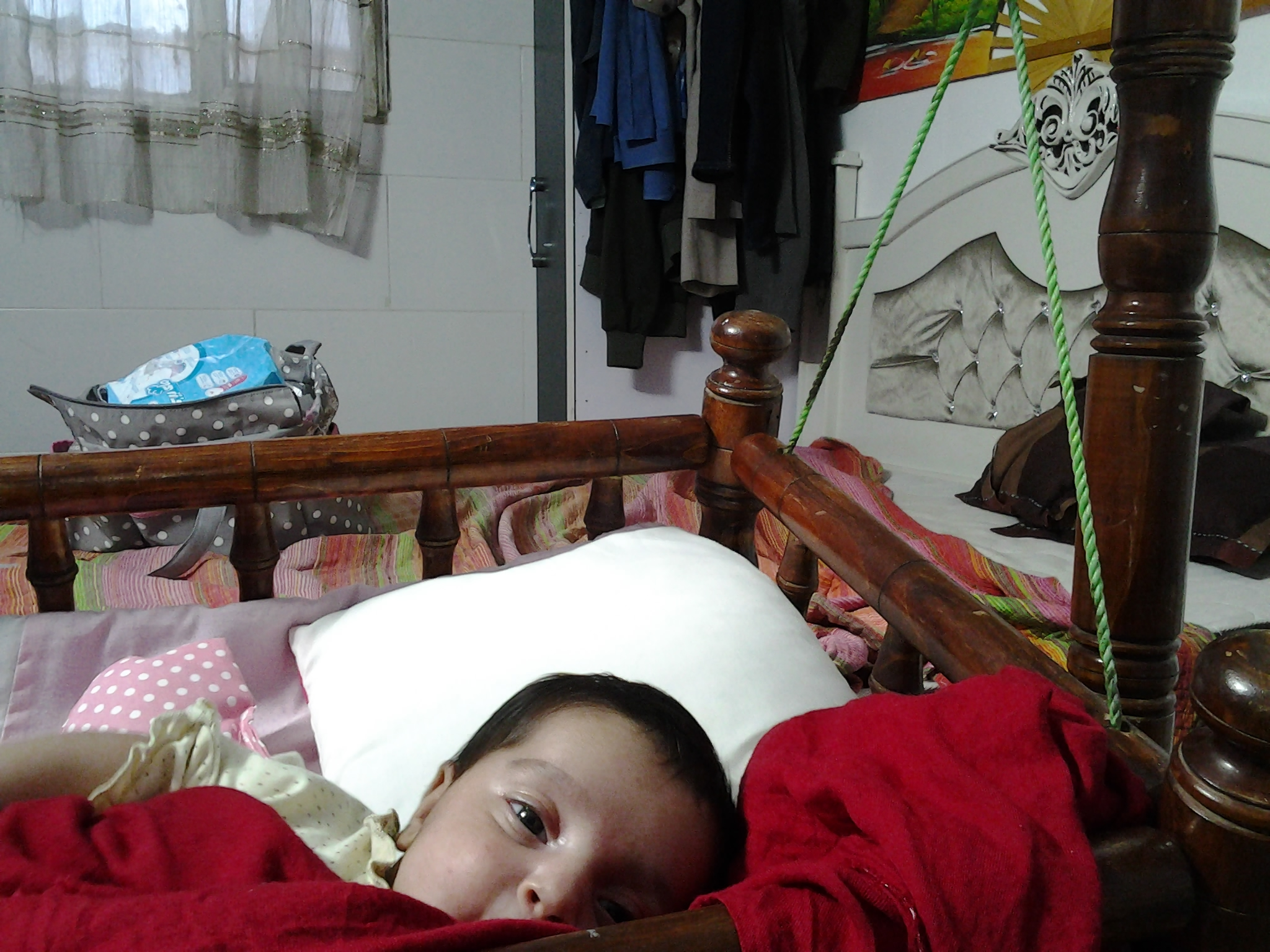
نوزاد یکماهه

## ویژگی‌های فیزیکی نوزاد

### وزن یا قد

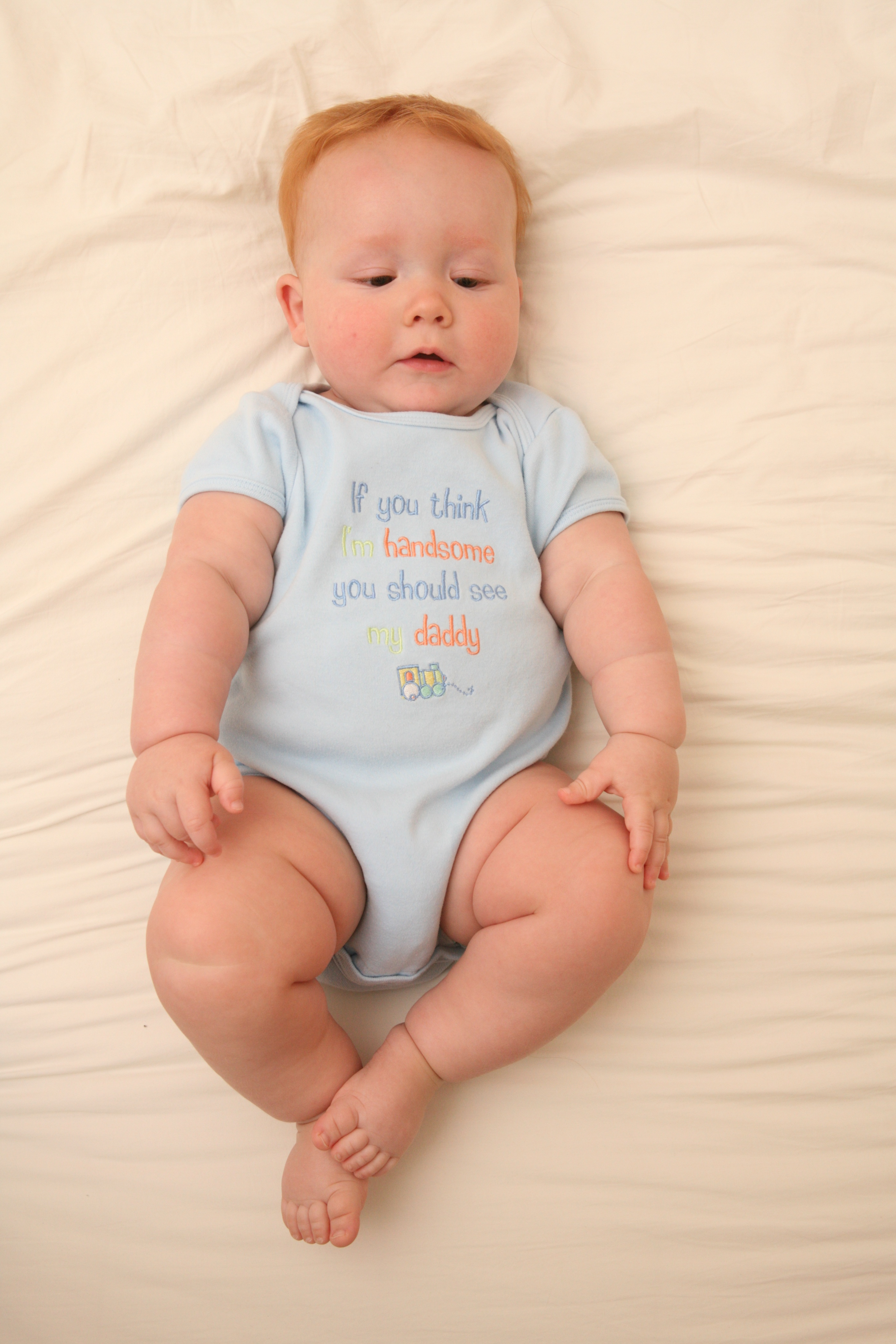
یک نوزادِ انسان

وزن یک انسان سالم هنگام تولد بین ۲ کیلو و ۷۰۰ گرم تا ۴ کیلو و ۲۰۰ گرم است. هر چه وزن نوزاد فاصلهٔ بیشتری با این ارقام داشته باشد، احتمال اینکه خطر بیشتری او را تهدید کند وجود دارد.

### سر
سر نوزادان تازه زاده‌شده نسبت به بدنشان بزرگ‌تر از انسان‌های بزرگسال است. نوزادان با سری نرم زاده می‌شوند که باعث می‌شود مغز بتواند رشد کافی داشته باشد.
سر یک نوزاد بسیار راحت شکل می‌گیرد. عبور از کانال رحم هنگام تولد می‌تواند باعث تغییر شکل عجیب سر نوزاد، برای حتی چند هفته شود. همچنین اگر نوزاد در یک سطح سفت و مسطح بخوابد یا به یک طرف یا به پشت بخوابد، می‌تواند باعث شود سری صاف پیدا کند. این حالت سندروم سر صاف یا پلاژیوسفالی است که بیشتر به‌دلیل وضعیت خواب نوزاد یا وجود مشکلی در عضلات گردن ایجاد می‌شود. برای شیوهٔ صحیح خواباندن و نگهداری نوزاد باید با پزشک مشورت کرد.

### چشم‌ها

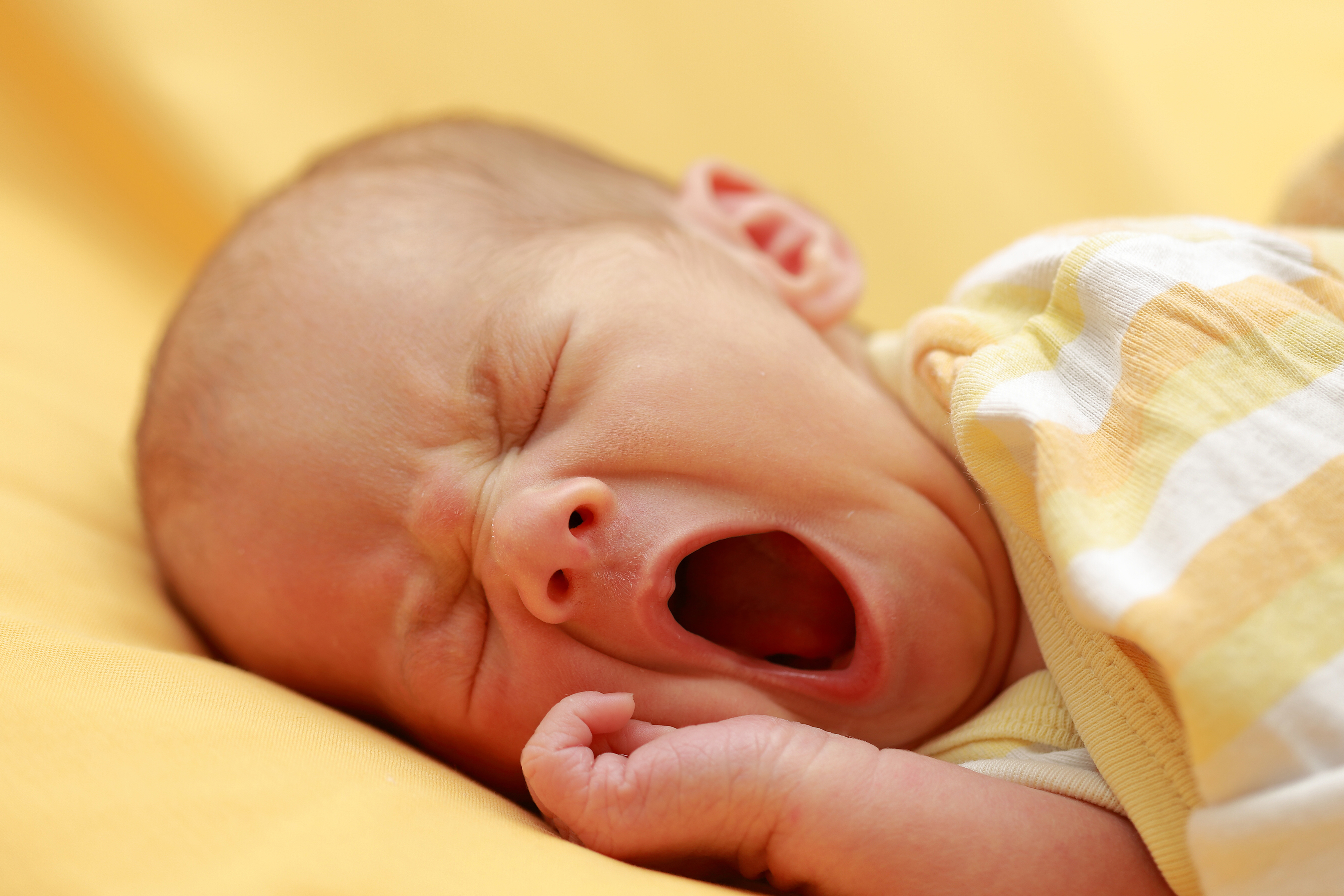
یک نوزاد تازه به‌دنیاآمده در حال خمیازه کشیدن

ممکن است در ساعات نخست، چشم‌های نوزاد پف‌آلود و بسته باشند که نباید اقدام به بازکردن آن‌ها نمود و باید این کار به صورت طبیعی انجام شود.

### مو
یک نوزاد انسان ممکن است در هنگام تولد کاملاً کچل باشد یا با سری پرمو زاده شود. موی نوزاد هرچند که کم باشد نیاز به مراقبت دارد و باید با شامپوهایی که به آن حساسیت ندارد شسته شود. بهترین سن برای نخستین اصلاح موهای نوزاد، اگر موهایی بلند داشته باشد، ۱۸ ماهگی و اگر کوتاه باشد ۲ سالگی می‌باشد.

### پوست
نوزاد تازه زاده شده دارای پوستی خاکستری مایل به آبی یا کبود است و با تنفس طبیعی نوزاد، رنگ پوست هم به حالت طبیعی برمی‌گردد.

### بند ناف
پس از تولد، بند ناف دیگر کاربرد ویژه‌ای ندارد و با گیره آن را بسته و سپس از نزدیک بدن نوزاد آن را قطع می‌کنند. بند ناف معمولاً طی ۱۰ تا ۲۱ روز خشک شده و می‌افتد و جای آن به صورت زخمی باقی خواهد ماند که ظرف چند روز خوب می‌شود.

### خون بند ناف
خون بند ناف (به انگلیسی: Cord blood) که به عنوان خون جفتی شناخته شده‌است که در جنین در حال تکوین داخل رحم جریان دارد. پس از تولد نوزاد، خون باقی‌مانده در بند ناف و جفت که غنی از سلول‌های بنیادی است به عنوان یک زباله بیولوژیک دور ریخته می‌شود. درحالی‌که این خون حاوی سلول‌های بنیادی و سلول‌های خونساز است که می‌تواند برای درمان بیماری‌هایی مانند: دیابت تیپ ۱ (وابسته به انسولین)، بیماری‌های قلبی-عروقی، لوپوس، بیماریهای نورولوژیک مانند سکته مغزی، پارکینسون و آلزایمر، کم‌خونی‌ها و نقص ایمنی، بیماری‌های کبدی و … به کار گرفته شود.

## لمس کردن
تحقیقات نشان می‌دهد که نوزادانی که لمس شوند، کمتر گریه می‌کنند و بیشتر لبخند می‌زنند؛ همچنین این می‌تواند فواید بسیاری برای آن‌ها داشته باشد.

## فشار روانی
فشار روانی مادر در طول بارداری سبب تولد نوزاد کوتاه قدتر می‌شود.